# Crescenci de Tortosa
Crescenci era el nom donat a un cos sant venerat a la Catedral de Tortosa, suposat nen màrtir dels primers segles del cristianisme a Roma. La seva festivitat litúrgica era el 14 de setembre, com la del màrtir Crescenci de Roma.

## Història
El cos el portà de Roma el cardenal Agostino Spinola Basadone, bisbe de Tortosa, i el regalà a la catedral tortosina en tornar en 1624. A la catedral es col·locà en una urna d'argent, de factura genovesa i datada en 1624, i poc després, en 1636 es publicà Vida y martirio del santo niño Crescencio, de Gaspar Moles (Tortosa: impremta de Francisco Martorell).
Segons una tradició transmesa per Joan Amades, el bisbe de Tortosa anà a Roma i volgué portar a la seva ciutat les relíquies d'un sant, pensant a portar-hi un cos sant o restes d'un dels màrtirs de les catacumbes. S'adreçà a una de les catacumbes romanes i començà a parlar, adreçant-se als allí sebollits, explicant que una bella ciutat catalana els esperava i qui volia acompanyar-lo a Tortosa. Milers de veus van sentir-se i deien "Jo! Jo!" i el bisbe, que no sabia quin cos escollir, n'agafà el que havia cridat primer i més fort, i era el del nen màrtir Crescenci. Un cop obtingut el permís pontifici, el bisbe portà el cos a Tortosa, on és venerat.
Els goigs del Crescenci venerat a Tortosa reprodueixen al text la llegenda del sant Crescenci de Roma, fill d'Eutimi i nascut a Perusa, identificant-lo amb ell i esmentant a les últimes estrofes el seu trasllat a Tortosa.